# Live in Stockholm 1961
Live in Stockholm 1961 ist ein Album von Thelonious Monk. Die Aufnahmen, die im Stockholmer Konserthuset am 16. Mai 1961 entstanden waren, erschienen 1987 als Doppelalbum bei Dragon Records und in Japan als Compact Disc bei DIW Records.

## Hintergrund
Im Frühjahr 1961 tourte Thelonious Monk mit seinem Quartett, bestehend aus Charlie Rouse (Tenorsaxophon), dem Bassisten John Ore (der für Butch Warren in die Band gekommen war) und Frankie Dunlop am Schlagzeug. Die Gruppe trat in mehreren europäischen Städten auf, darunter im Concertgebouw, Amsterdam am 15. April, im Olympia in Paris am 18. April, im Teatro Lirico, Mailand am 21. April, im Casino, Bern am 10. Mai und schließlich am 16. Mai 1961 in Stockholm. Dieses Konzert wurde vom schwedischen Rundfunk aufgezeichnet. Die Mitschnitte enthalten zehn Kompositionen Monks, den Standard „I’m Getting Sentimental Over You“ und zwei kurze Klaviersoli Monks, „Just a Gigolo“ und „Body and Soul“.
In den folgenden Tagen folgten noch Auftritte des Monk-Quartetts in Kopenhagen (17. Mai, veröffentlicht 1996 auf Monk in Copenhagen), erneut im Concertgebouw, Amsterdam (20. Mai) und auf dem Deutschen Jazz Salon in West-Berlin am 22. Mai 1961. Die Mitschnitt aus Paris und Mailand erschienen bereits in den 1960er-Jahren bei Riverside auf den Alben Two Hours with Thelonious, In Italy und Monk in France.

## Titelliste
- Thelonious Monk Quartet – Live in Stockholm 1961 (Dragon DRLP 151, Dragon DRLP 152, DIW -315/316)[2]
- Titelliste:
  - A1 Jackie-Ing – 9:33
  - A2 I’m Getting Sentimental Over You (Bassman, Washington) – 8:04
  - A3 Crepuscule with Nellie – 2:30
  - B1 Ba-Lu Bolivar Ba-Lues-Are – 8:35
  - B2 Rhythm-A-Ning – 9:40
  - B3 Epistrophy – 1:00
  - B4 Just a Gigolo (Caesar, Brammer, Casucci) – 1:58
  - C1 Well, You Needn’t – 8:45
  - C2 ’Round Midnight – 6:52
  - C3 Bemsha Swing – 9:07
  - D1 Blue Monk – 9:23
  - D2 Epistrophy – 6:22
  - D3 Body and Soul (Johnny Green) – 3:10
- Alle anderen Kompositionen stammen von Thelonious Monk.

## Rezeption
Scott Yanow verlieh dem Album in AllMusic drei Sterne und schrieb: „Wie bei den anderen europäischen Monk-Aufnahmen dieser Tour sind die Soli des Bassisten John Ore und des Schlagzeugers Frankie Dunlop von der Stange, aber Monk und der Tenorsaxophonist Charlie Rouse sind in ausgezeichneter Form.“